# Sentolo (plaats)
Sentolo is een bestuurslaag in het regentschap Kulon Progo van de provincie Jogjakarta, Indonesië. Sentolo telt 7687 inwoners (volkstelling 2010).